# 装輪装甲車

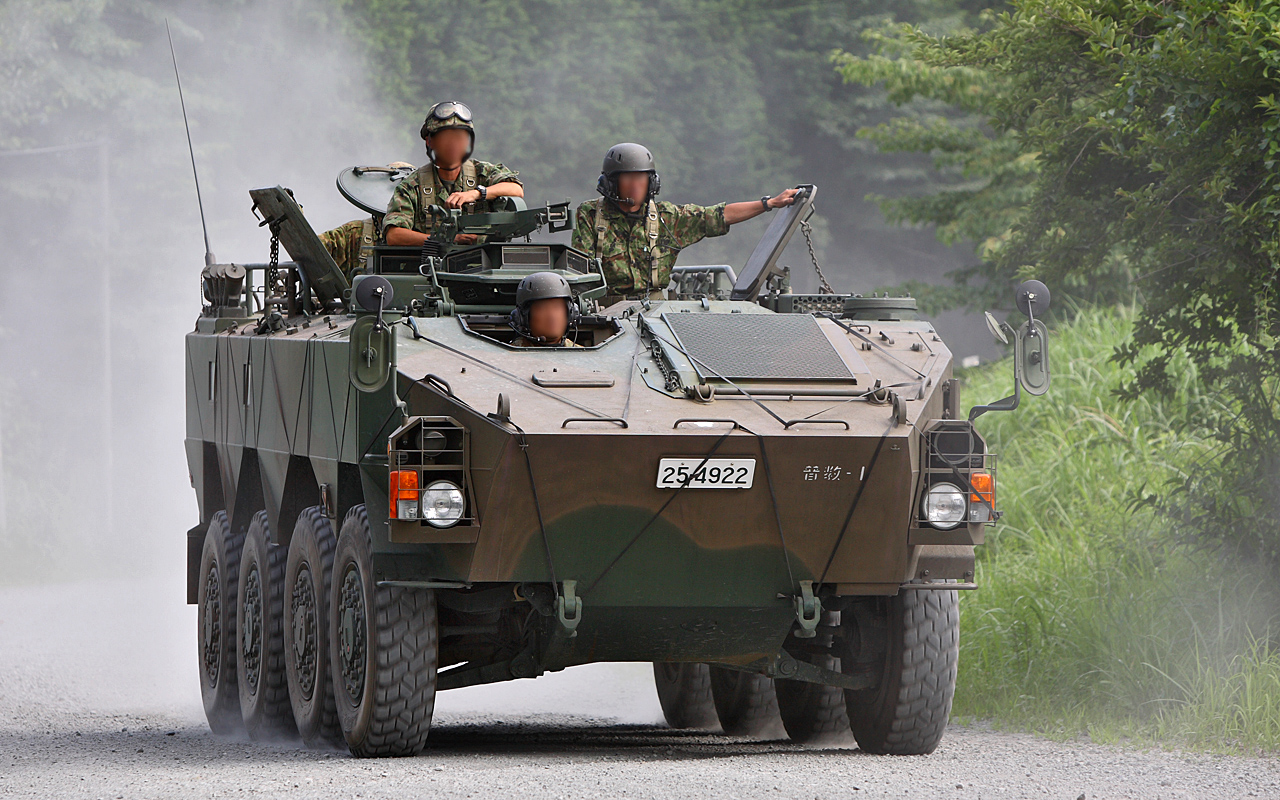
陸上自衛隊の96式装輪装甲車

装輪装甲車（そうりんそうこうしゃ、wheeled armored vehicle）は、タイヤ付き車輪によって走行する装甲車のことである。
本項目では軍用車両としての「装輪装甲車」について説明する。

## 概要
装甲車は、走行装置の形態により装軌装甲車と装輪装甲車に2分される。装軌装甲車はキャタピラやクローラーと通称される無限軌道によって走行し、装輪装甲車は普通自動車とおおよそ同様のタイヤ付き車輪で走行する。

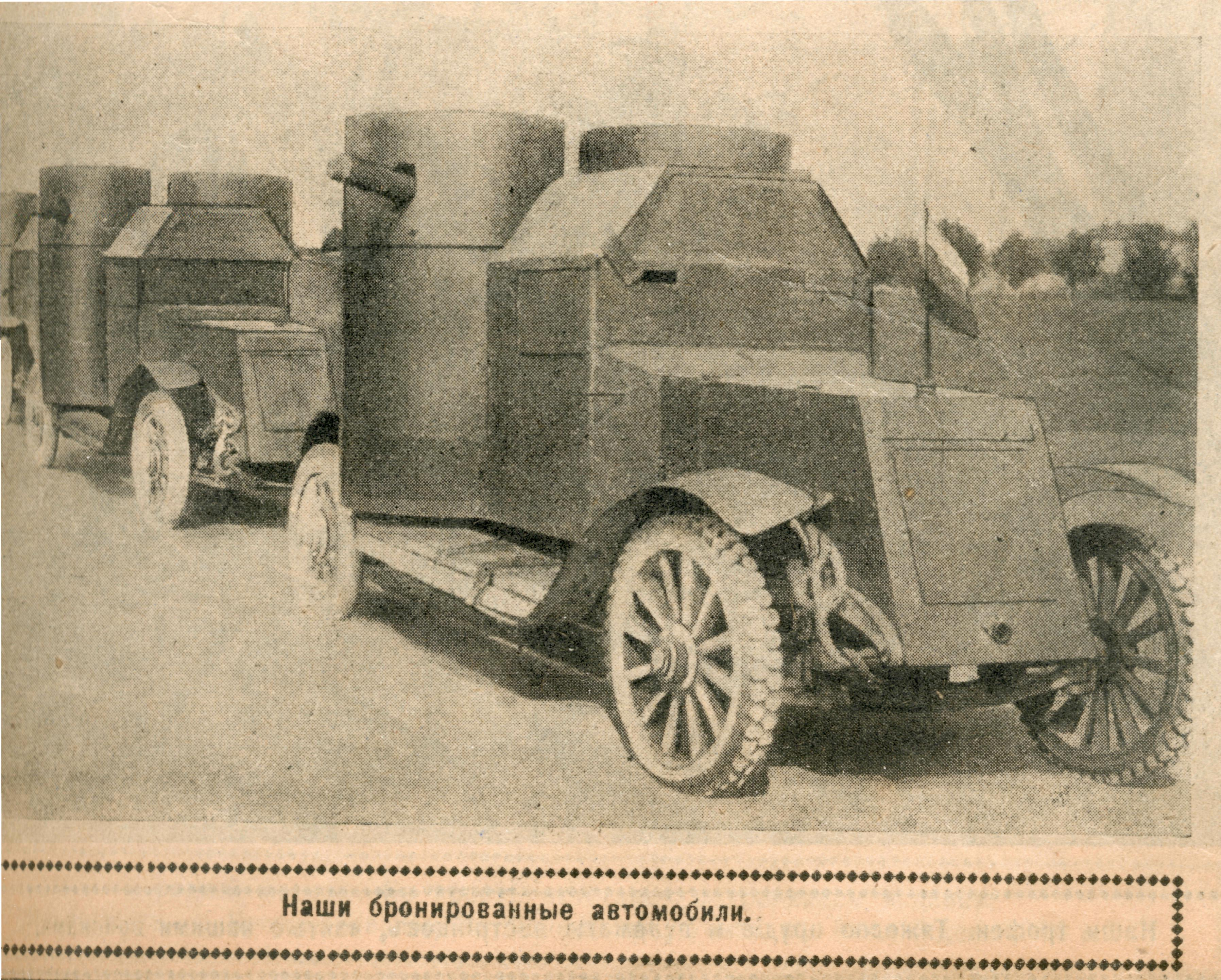
黎明期の装輪装甲車、オースチン

装輪装甲車と戦車をはじめとする装軌式の装甲車両は、ともに第一次世界大戦からほぼ同時期に実用化が始まった。しかし軍用は重装甲・強武装の大重量に耐え、不整地の野戦における機動性に優る装軌車両が主流派を占め、装輪装甲車の多くは技術的制約から戦線後方でのパトロール等の支援任務。あるいは不整地機動を想定しない警察用などとして運用されてきた。
冷戦が終結し主要国が大幅な軍縮に向かうと、装輪装甲車はコストの低さが注目され、装軌車が占めてきた領分にも急速に普及が進んでいる。このような経緯もあって、「装輪装甲車｣は特に軍用の、また冷戦後新世代の車両群をとりあげていうことが多い。
民間や警察機関で用いられる装甲車はほぼ全てがタイヤ式の装輪装甲車であるため、単に「装甲車」と呼ばれる。

## 特徴

### 路上走行性能
一般に装軌車両は長距離走行時に故障しやすく、舗装道路を走行すると路面にダメージを与えるため、作戦地への移動には戦車運搬車や鉄道を用いる必要がある。それに対し、装輪装甲車は舗装道路上で安定した高速走行を行うことができ、自走して作戦地へ移動できる。また、燃料の消費や故障も少ないため、兵站への負担も小さい。
戦闘においても、装輪装甲車は装軌車両に比べて騒音や振動が小さいため、乗員の疲労や車体の故障が少なく、敵に発見されにくい。また、装軌車両が履帯の１箇所でも切断されると行動不能になるのに対し、装輪装甲車は１輪・２輪が破損しても行動を続けられるものが多い。
一方で、装軌車両が持つ「不整地走破能力」「越壕能力」「越堤能力」「登坂能力」などの路外走行性能は劣る。

### 軽量
履帯に比べてタイヤは接地面積が小さいため、装輪装甲車は軽量な車体にせざるを得ない。
一方で、車体が軽量であれば輸送時の兵站に与える負担が少ない。条件が合えば空輸も可能である。

### 軽装甲

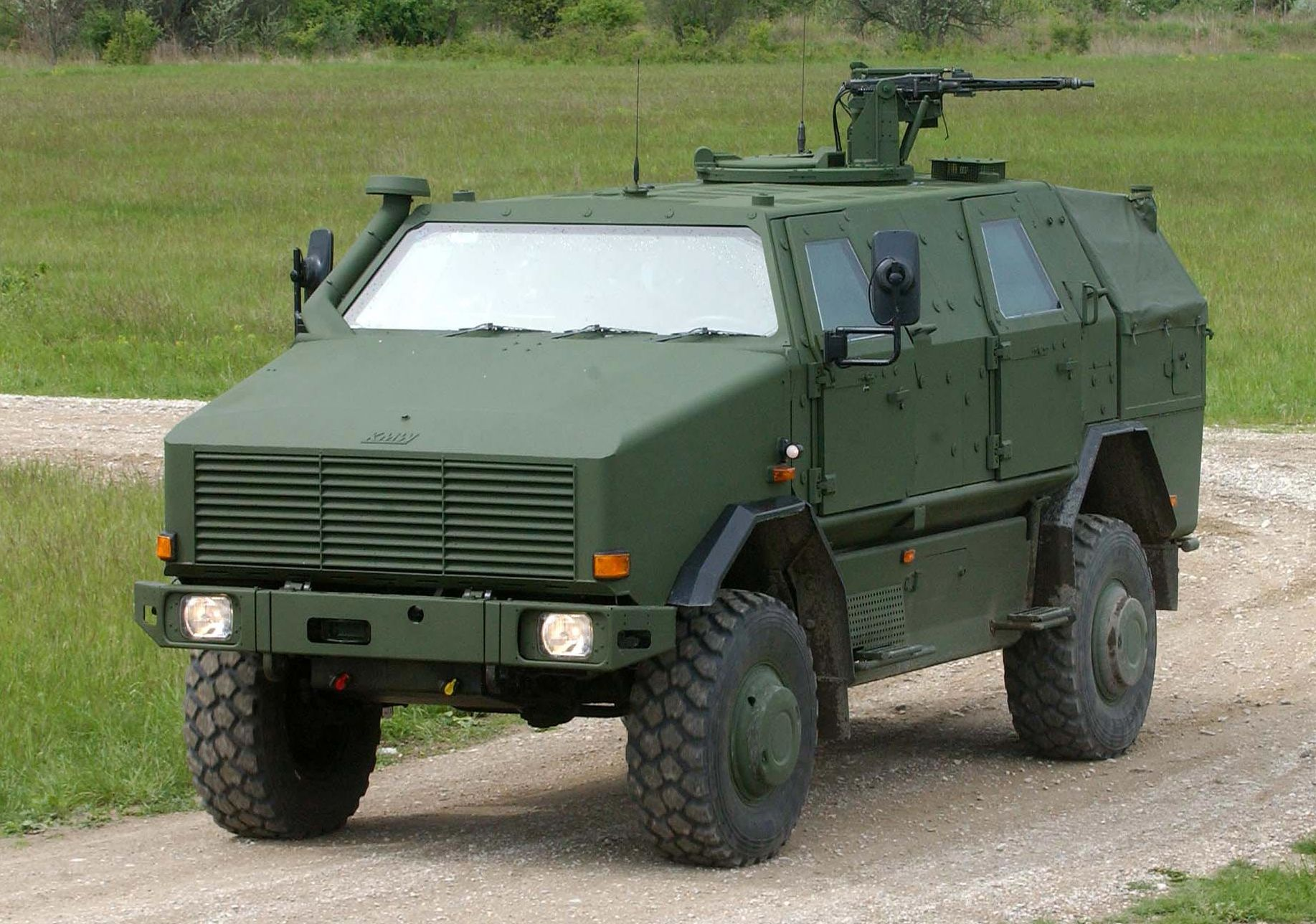
ディンゴ

軽量な車体は装甲厚を制約し、劣った防護能力しか実現できない。ERAなどの付加装甲によって成形炸薬弾、対戦車地雷や即席爆発装置（IED）のような脅威に対しては、辛うじて対応できるが、運動エネルギー弾にはほとんど耐えられない。
ただし冷戦後の普及と高性能化・大重量化が進む中で、かつては主力戦車にしか用いられていなかった複合装甲などが装輪装甲車に採用され、前面装甲は30mmAPFSDS弾に耐えるとされるものもある。

### 低い威圧感
装軌車両は陸上軍事力の象徴である戦車を想起させ威圧感がある。治安維持活動において地元住民に警戒感を生じさせたり、ニュース報道を通じて国際世論に悪影響を与える可能性がある。
装輪装甲車ではトラックなどの民生用車両にも近い外見をしており、装軌車両ほどの威圧感を与えない。
特に、警察用の装輪車両では市民に威圧感を与えないよう、装甲防御力を犠牲にして、通常の（防弾仕様の）車両と大差ない外見にしたものもある。

### 低コスト
装輪車両は車体が軽量であるため、エンジンや走行系全体もそれほど大出力のものは求められない。このため、比較的安価に製造・入手できる。

## 分類
軍用車両である装輪装甲車でも、戦闘用車両と戦闘以外の用途で使用される車両の2種類が存在し、戦闘用車両の方が装甲は厚くなっている。戦闘以外に用いられる装輪装甲車では、固有の武装を持たないものと限定的ながら武装を備えたものがある。
- 装甲車
  - 装輪装甲車
    - 装輪式の戦闘用装甲車：歩兵戦闘車（IFV, infantry fighting vehicle）
    - 装輪式の非戦闘用装甲車
      - 限定武装：装甲兵員輸送車（APC, armoured personnel carrier）、兵員輸送車（ICV, infantry carrier vehicle）
      - 非武装：救急搬送型車両をはじめ多種の車両

多くの装輪装甲車は、装甲兵員輸送車を基本として、歩兵戦闘車型、機動砲型、迫撃砲搭載型、対戦車ミサイル車型、偵察車型、対NBC装備偵察車型、移動司令部型、火力支援車型、救急搬送型、回収車型、工兵型、などの多様な派生車種をまとめてファミリーとして開発が進められることが多い。各車種を個別に生み出すのに比べて開発と生産のコストや、運用時の保守の共通化が図れるなど、多くの利点がある。

### 戦闘用装甲車

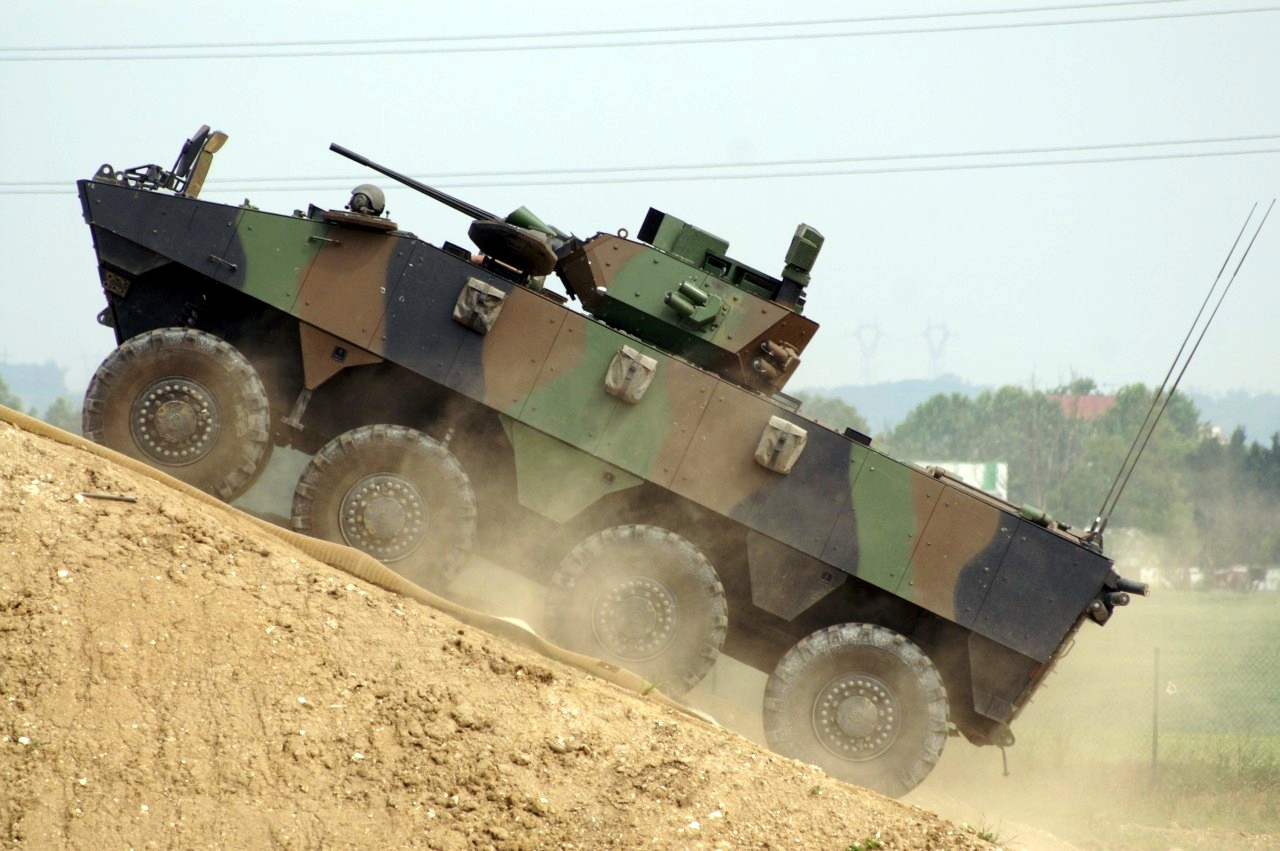
VBCI歩兵戦闘車

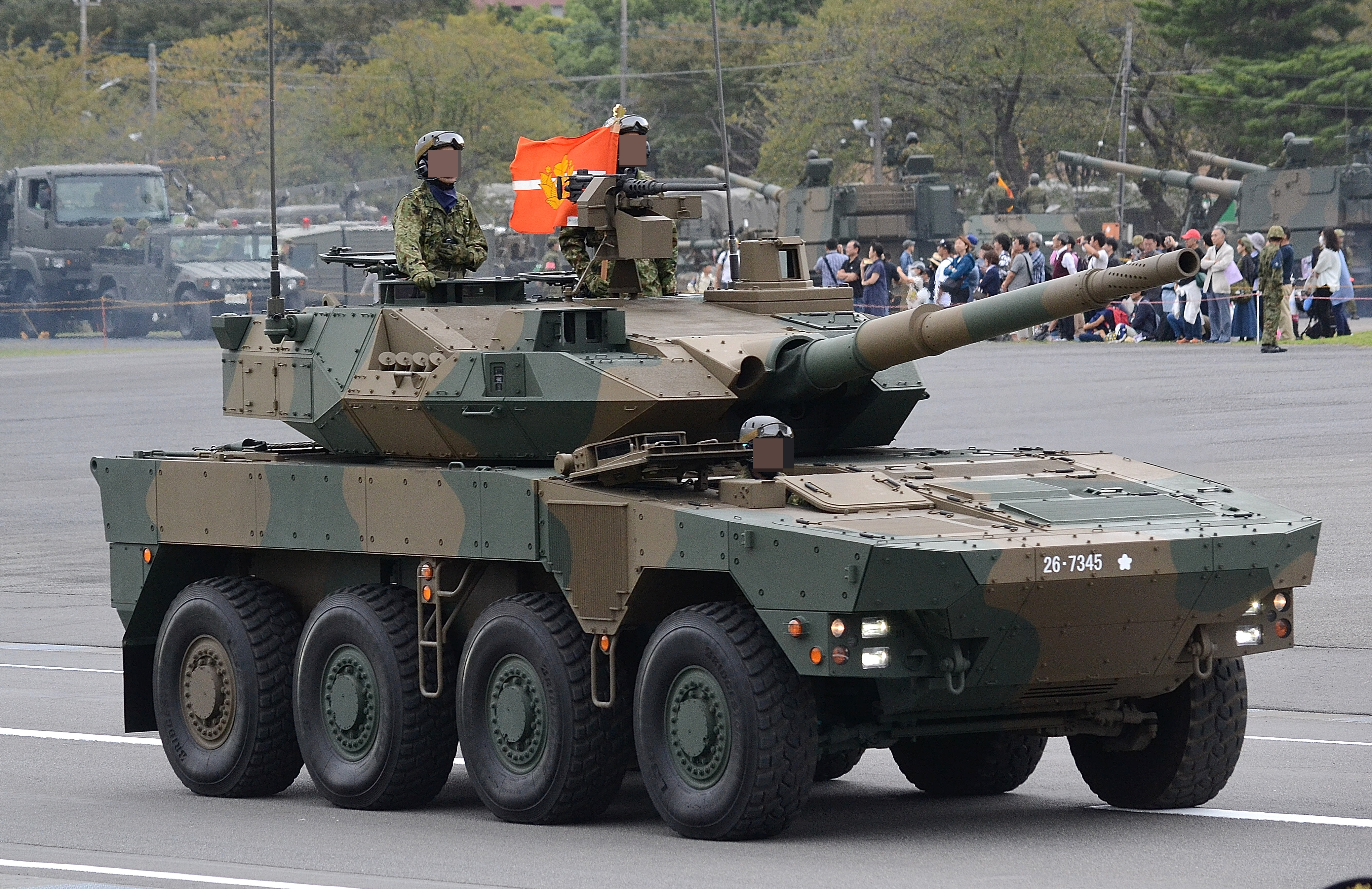
16式機動戦闘車

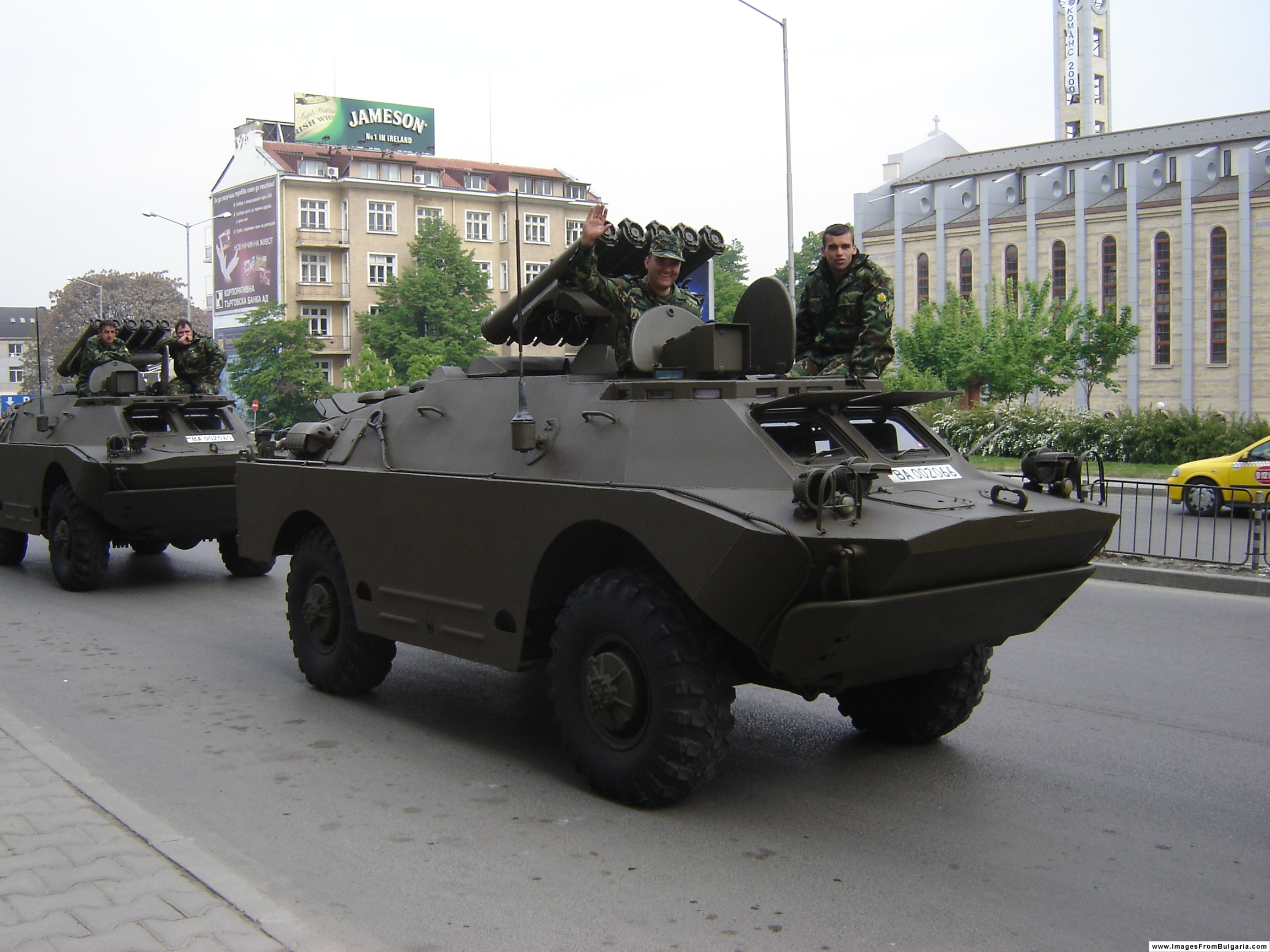
9P148

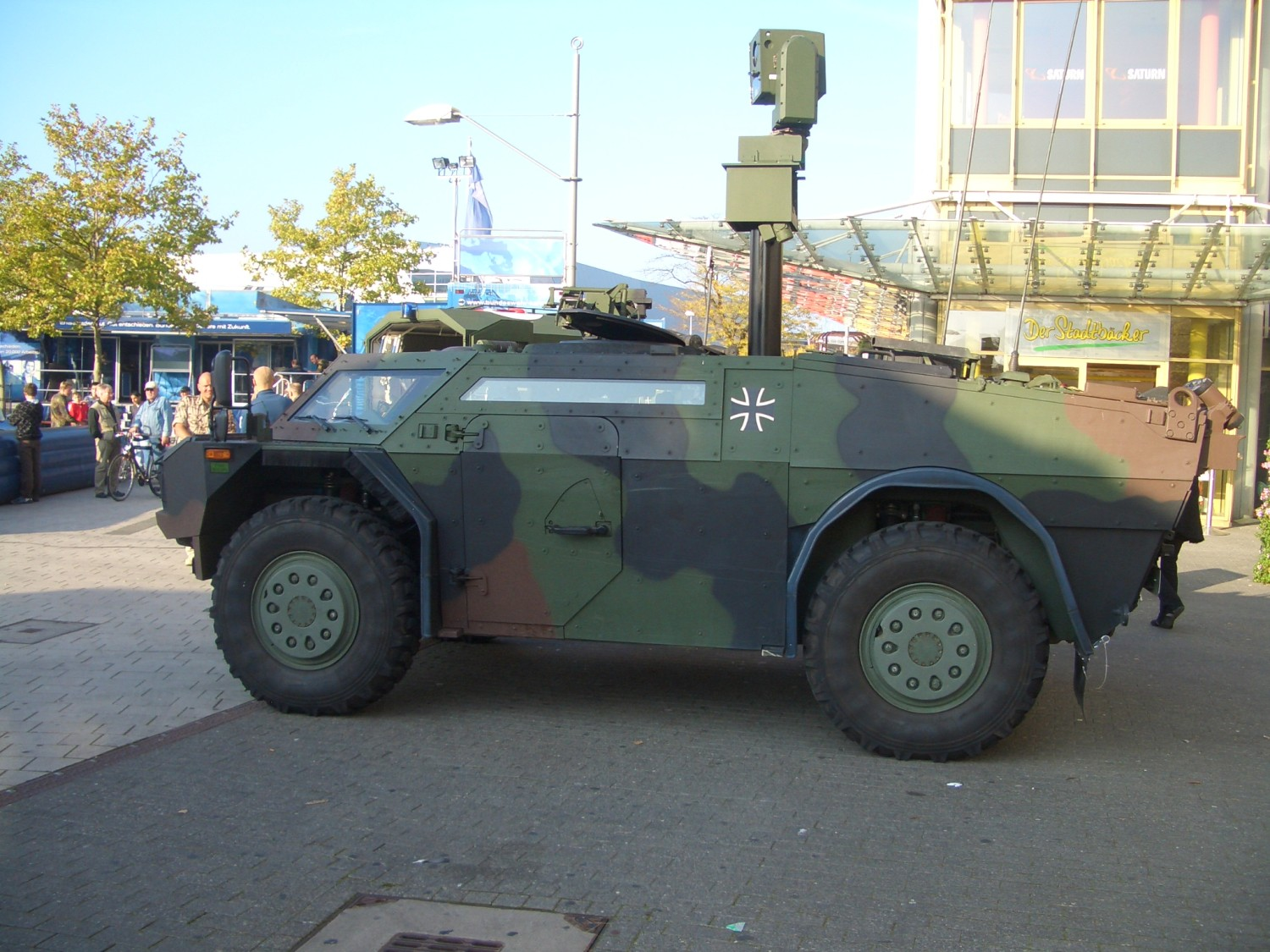
フェネック偵察車

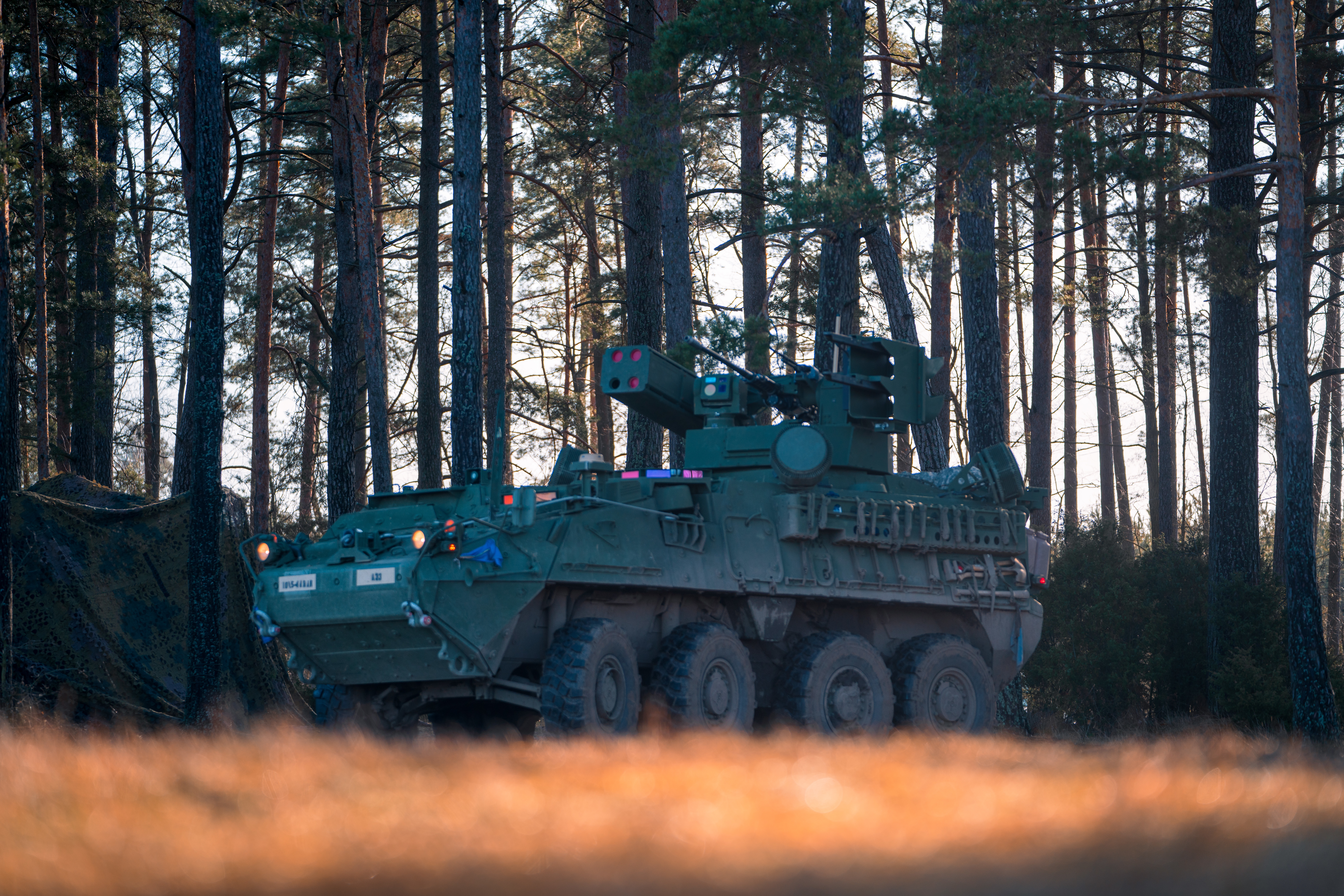
ストライカーIM-SHORAD

歩兵戦闘車

装輪式の戦闘用装甲車の最も代表的なものに、歩兵戦闘車（IFV）がある。冷戦以前に開発されたIFVはほとんどが装軌式であったが、2000年代以後には装輪式IFVも採用された。IFVは、戦闘地域まで戦車に随伴して6-9名程度の歩兵を運搬し、敵との戦闘においては乗車していた歩兵を降車させ戦闘を行わせながらIFVも固有の機関砲や対戦車ミサイルなどで支援的な戦闘を行う。
装甲兵員輸送車に比べて戦闘能力や装甲で勝る反面、収容できる歩兵の人数は劣る。

20世紀のIFVは戦車と共に戦場で活動することが想定されており、2名程度が収まった砲塔に25-35mmの中口径機関砲を装備したものが多かった。21世紀になってからは、戦車を伴わずに単独での治安維持活動やゲリラに対処する非対称型戦闘にIFVが用いられることが多くなり、機関砲の口径が30-40mmへと拡大する傾向がある。

装輪戦車

主砲・砲塔を搭載した装輪装甲車である。主砲の口径は1世代前の戦車と同等程度のものが多い。第二次世界大戦中から運用されており、一部は実戦で使用されている。定まった分類名ではなく、一般には装輪戦車と呼ばれるが、アメリカ軍では機動砲と呼ぶことが多い。
威力偵察任務の他、歩兵部隊の支援戦力として対戦車戦闘や敵陣地、建造物などへの直射支援砲撃を任務とする。また、不正規戦において輸送用の車列（コンボイ）の護衛にも用いられることがある。

戦車砲に相当する大口径砲を搭載することで攻撃力は高いが、装甲は小銃弾程度、良くても20mm機関砲弾を防ぐほどで、どのような戦車砲弾も防げず、防御力は極めて限定的である。105mm程度の戦車砲を15-25tという中程度の車体に搭載することは元々限界ぎりぎりであり、装甲を充実させるために重量を大きく増やせば装輪では車体を支持できなくなるので、今後、防御力の向上を望めば爆発反応装甲（ERA）のような追加装甲と、敵弾を物理的に撃墜するAPSによって強化されると思われる。故に、本来の用途は対戦車戦闘ではなく、歩兵への直射火力支援であり、自走歩兵砲という言い方もできる。戦車と対峙する場合に初弾で撃破できなければ、機動力を生かして逃走避難を図るのが最良だと考えられ、本格的な機動砲車両では最新戦車と同等の高価な射撃管制装置（FCS）やセンサー類が装備されていて目標の自動追尾まで行えるものもある。
対戦車ミサイルの高性能化に伴い、装輪戦車という通称とは裏腹に、この種の車両は積極的に対戦車戦闘に投入されることは少なくなっている。たとえばM1128 ストライカーMGSを運用するアメリカ軍においては、FM 3-20.151において、ストライカー旅団の最有力の対戦車火力はM1134 ストライカーATGMであって、MGSの対戦車任務は副次的なものに過ぎないと規定した。しかしながら、直接照準の大口径砲による火力支援という点で、これらの車両は、現在でも極めて大きな有用性を備えている。

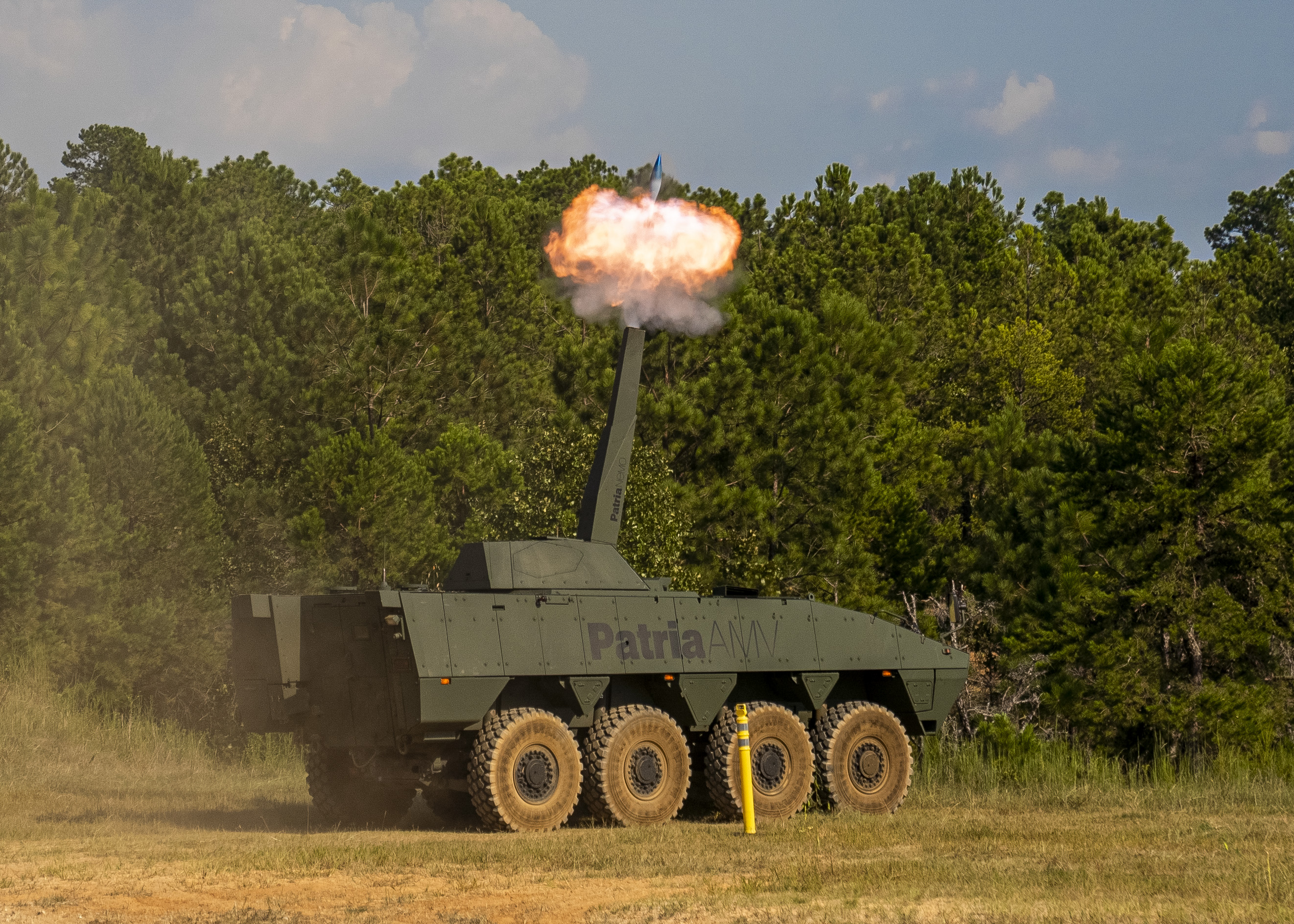
NEMO迫撃砲砲塔を搭載するパトリアAMV

迫撃砲搭載車（自走迫撃砲）

歩兵戦闘車型や装甲兵員輸送車型から小さな変更で作られるものが多く、後部兵員室の屋根を左右に大きく開き、兵員室床面のターンテーブル基台上の81mmや120mm程度の迫撃砲から攻撃する形式が多いが、砲塔型で搭載したり、連装砲にする考えもある。また、主たる迫撃砲とは別に、小型の迫撃砲を搭載することもある。

対戦車ミサイル車型（戦車駆逐車）

BGM-71 TOWのような対戦車ミサイルを車体上の全周式発射機から発射する。対戦車ミサイル発射機は見た目にはかさばるが砲・砲塔と比べ軽量であるため、車体を掩蔽しつつ発射体制をとる際に発射機を持ち上げる機構が備わっていたり、走行時は車内に格納できるものもある。

偵察車型

比較的4輪駆動車が多いが、タワー状のセンサー装置を10m程にまで上げる偵察車では6輪のものになる。機械的な偵察だけでなく斥候チームを敵性地域内で運ぶ任務を行う。今後は無人偵察機によって偵察任務は比較的後方から行えるようになるため、偵察車両も無人航空機（UAV）の運搬操作車両となる可能性がある。

対空砲・ミサイル車型（自走対空砲・自走対空ミサイルランチャー）

比較的短射程の対空機関砲と対空ミサイルをレーダーと共に備え、部隊規模での防空を担う。
冷戦期、大口径速射機関砲の反動に耐えるため主力戦車の車台を用いた対空戦車ゲパルト等は高価なものとなってしまい、さらには空対地・地対空の双方の攻撃の主軸がより長射程のミサイルとなり、反動がごく小さい対空ミサイルならばもっと低コストのトラック等の車台が採用されることが多く、対空用の装甲戦闘車両は下火となったが、2010年代以後は低性能だが廉価で大量投入可能な小型無人攻撃機（UAV）の脅威が認識されるようになり、開発が活発化しつつある。

### 非戦闘用装甲車

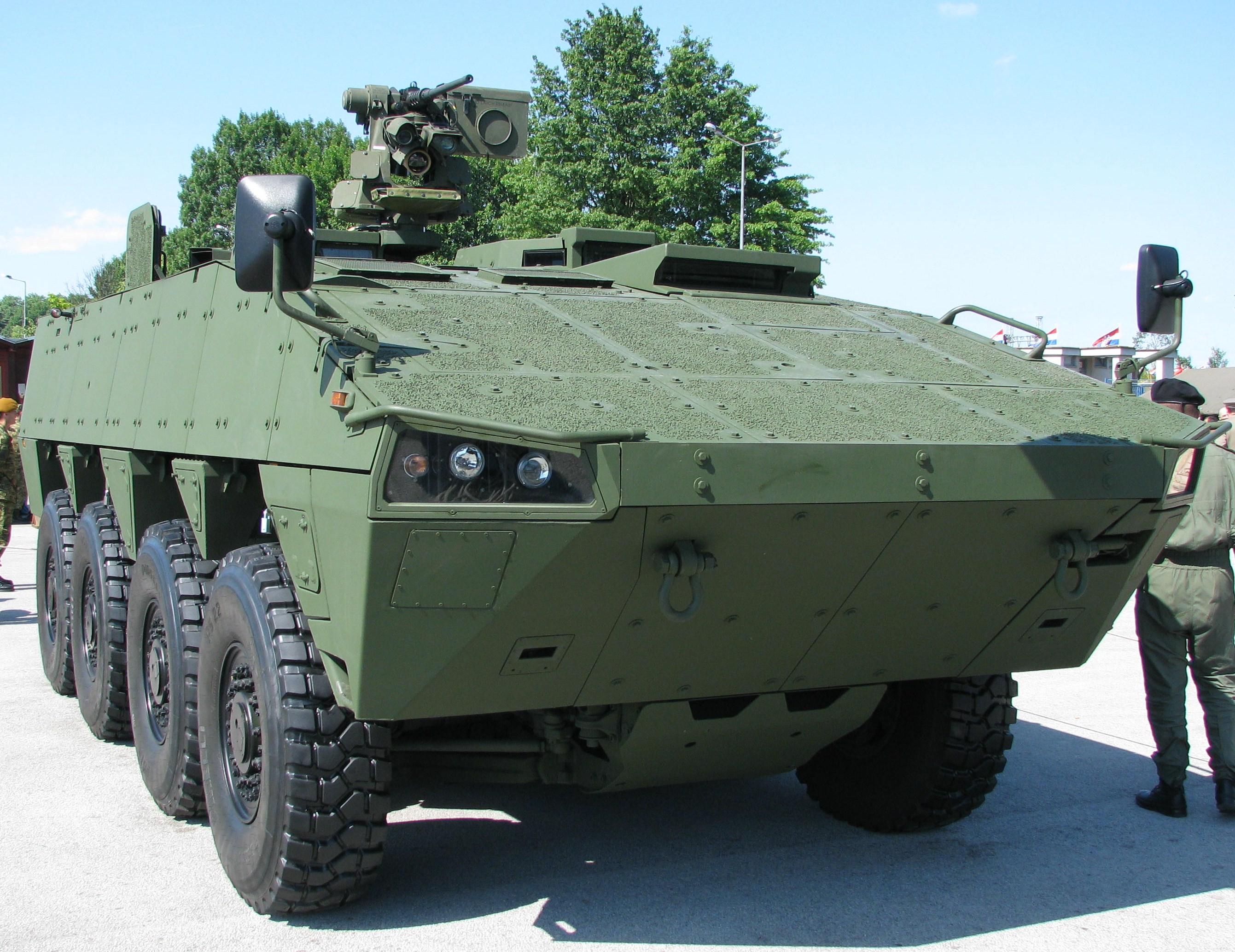
全面モジュラー装甲を採用しプロテクターRWSを装備するパトリアAMV装甲兵員輸送車

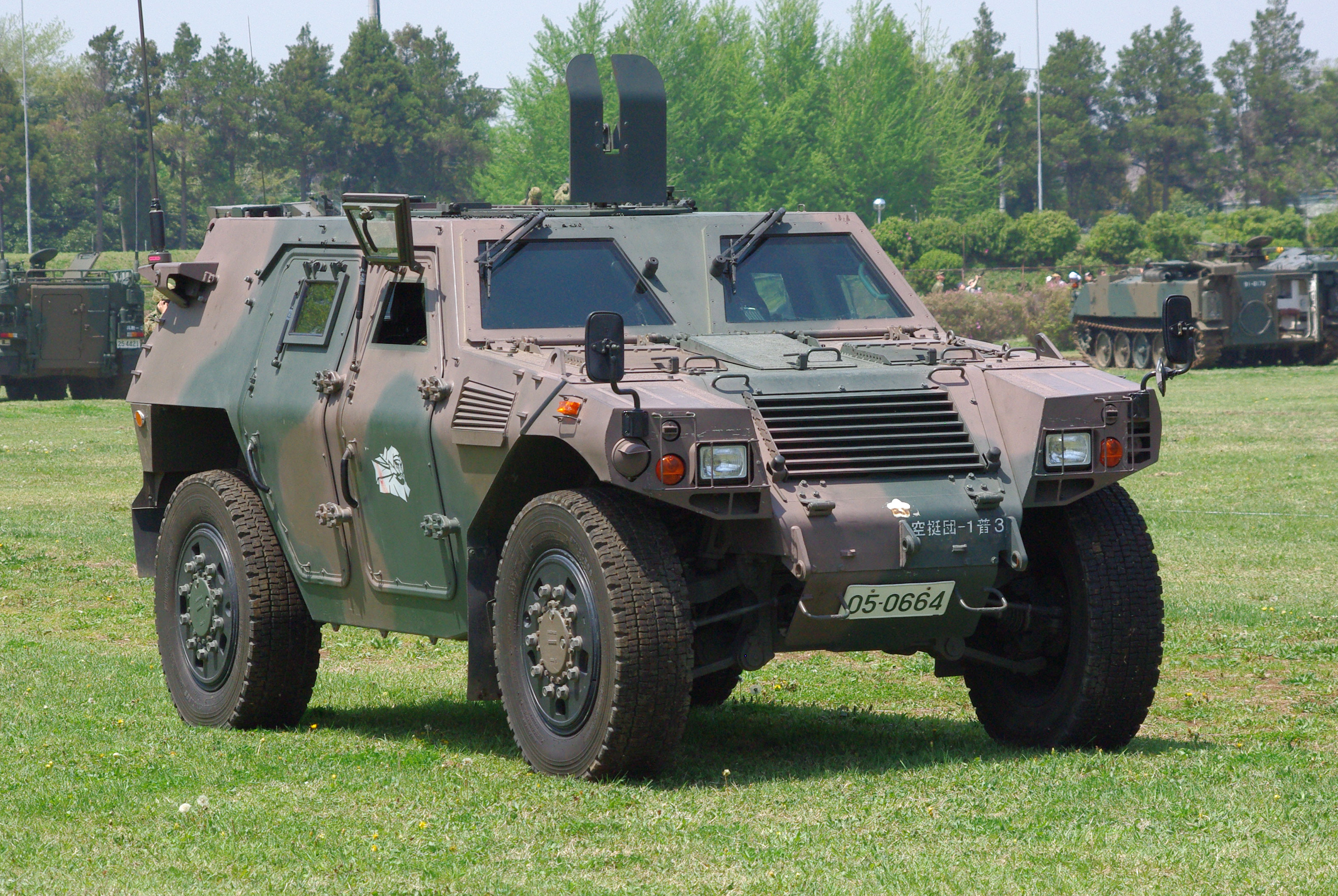
陸上自衛隊の軽装甲機動車

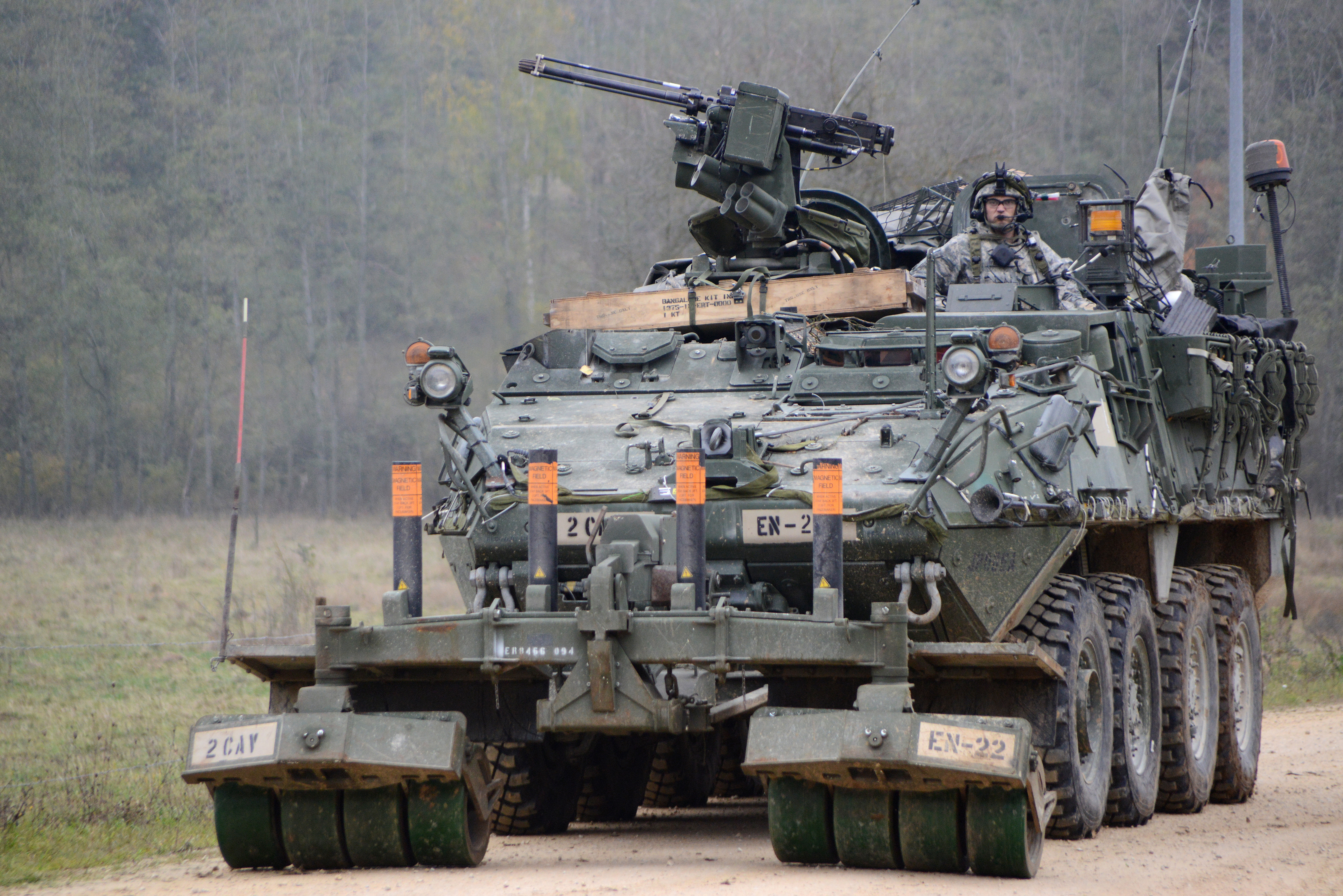
ストライカーESV

装甲兵員輸送車
装甲兵員輸送車は戦場と後方との間、歩兵を運ぶための車両である。自ら積極的な戦闘は避けるが、攻撃を受けた場合の自衛的な兵器として機関銃やミサイル、擲弾発射機がPintle mountのような比較的簡易な形で装備される。20世紀末からは5.56mm、7.62mm、12.7mm程度の機関銃や40mm自動擲弾発射機などを備える遠隔操作式兵器ステーション（RWS）のような形態の自衛火器も搭載されるようになっている。
兵員は車体左右の壁面に背を向けて、互いに見合う形で搭乗する形態が多い。

歩兵機動車

旧来的な区分では装甲兵員輸送車から軽偵察装甲車にまたがる。冷戦終結による正規戦の脅威減退の一方で非正規・非対称戦の機会が増大したが、戦力劣勢の側は主力戦闘部隊との交戦を避け、輸送やパトロールに当たる軽装備の後衛部隊を標的に人的損失を強いるテロリズムやゲリラ戦で対抗。特にアメリカ軍はイラク戦争やアフガニスタン紛争等で正面戦闘では圧勝しながら、占領地域でソフトスキン（非装甲車両）のハンヴィーやトラック等で行動する兵員に多大な犠牲を出し、国内でも大きな政治問題化する事態となった。対策として、テロ･ゲリラ攻撃で主用される地雷やIEDへの対策に重点を置いたMRAP（Mine Resistant Ambush Protected、エムラップ、耐地雷・伏撃防護車両）と総称される各種装甲車を大量調達した。他国もこの戦訓からソフトスキンの置き換えを志向する対爆発重視・低コストの装輪装甲車の取得を進めるようになり、MRAPやそれ以前の類似車種と共に総称する新たなカテゴリを歩兵機動車と呼ぶ。

移動司令部（指揮通信車）
車内は3-5名程度の士官が前線での指揮・命令任務を行うための情報通信設備、画像表示装置、机などが置かれ、大人が立てる程度に車内天井高が高く作られているものが多い。司令部機能は車内で完結するが、車外へテント屋根を張り出すことで広い空間が得られるようになっているものが多い。

救急搬送型
救急搬送型車両は戦場での救急車であり、負傷者を治療施設まで後送することが役割である。担架を2-4人分程度搭載できるようになっており、加えて数名分の看護人用や軽度の負傷者用の席も備えられている。司令部型同様に車内天井高が高いものがある。

回収車型（装甲回収車）
被弾や故障によって自力走行できなくなった車両を後方の修理可能な地点までレッカー移動させることが主な役割である。また、装備したクレーンでエンジン部であるパワーパックや使い込まれた砲身の交換作業などの保守作業も行う。

工兵型（戦闘工兵車）

主に地雷原の啓開を行う為の装備を備えている。車体前部に除雷プラウや除雷ローラーが取り付けられるようになっており、これらで除雷した通路には旗が立てられる。地雷検知装置や除雷用の導爆索発射機が搭載されるものもある。地雷を敷設する役割も担うことや、地雷以外の道路上の障害を排除することも行う。
この種の任務に従来充てられてきた装軌式の戦車ないし装甲ブルドーザー等に比べ地面を掘り返していく推進力には劣るが、ストライカー旅団戦闘団のような特定車種に装備を統一した部隊での都合や、あるいは野戦における面での地雷原とは異なる、非対称戦環境における点の爆発物脅威にセンサーとロボットアーム等で対処するバッファローやPEROCCのような新しいタイプの車両が開発されている。

## 技術

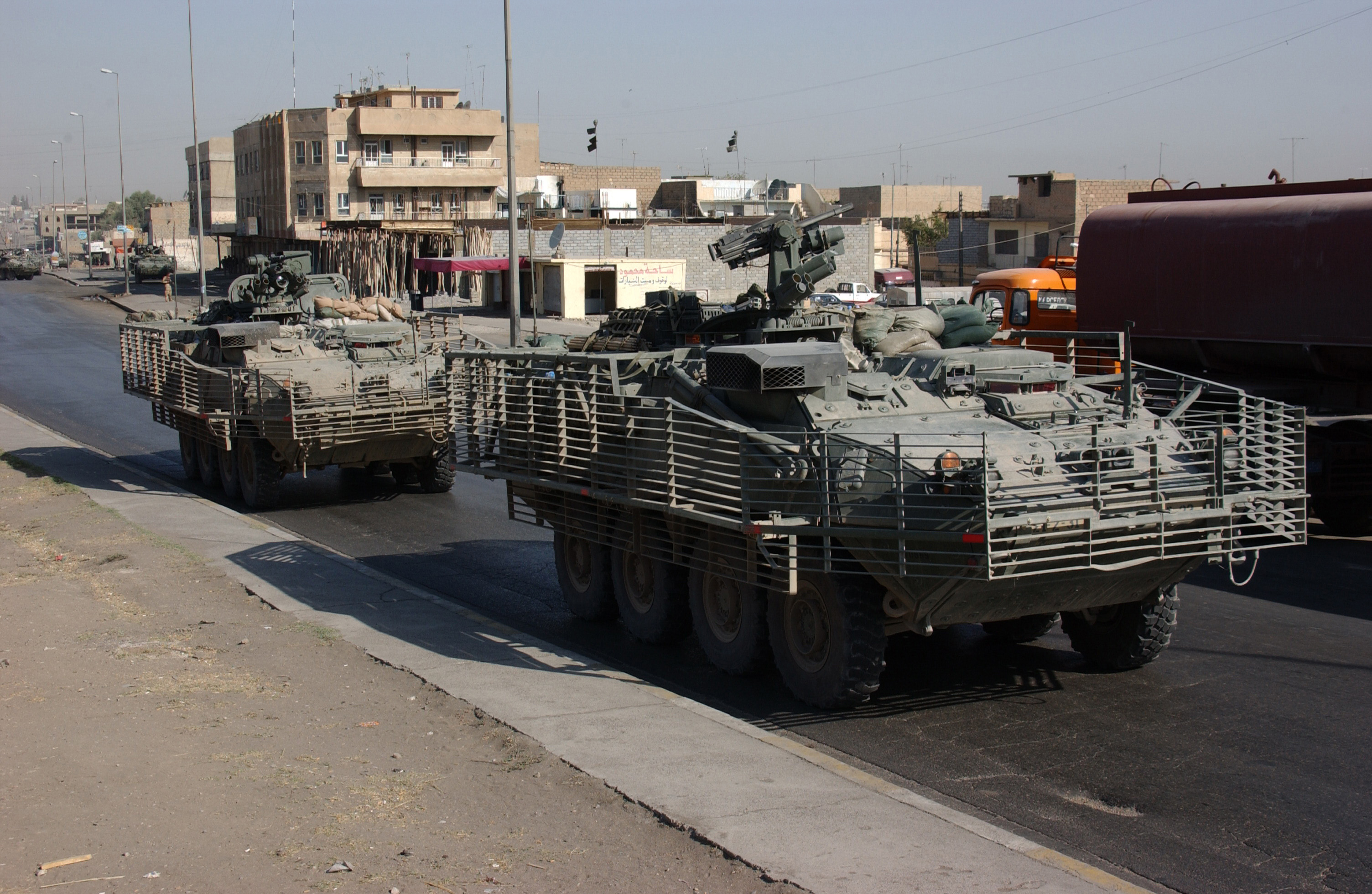
スラットアーマーを装着したストライカー

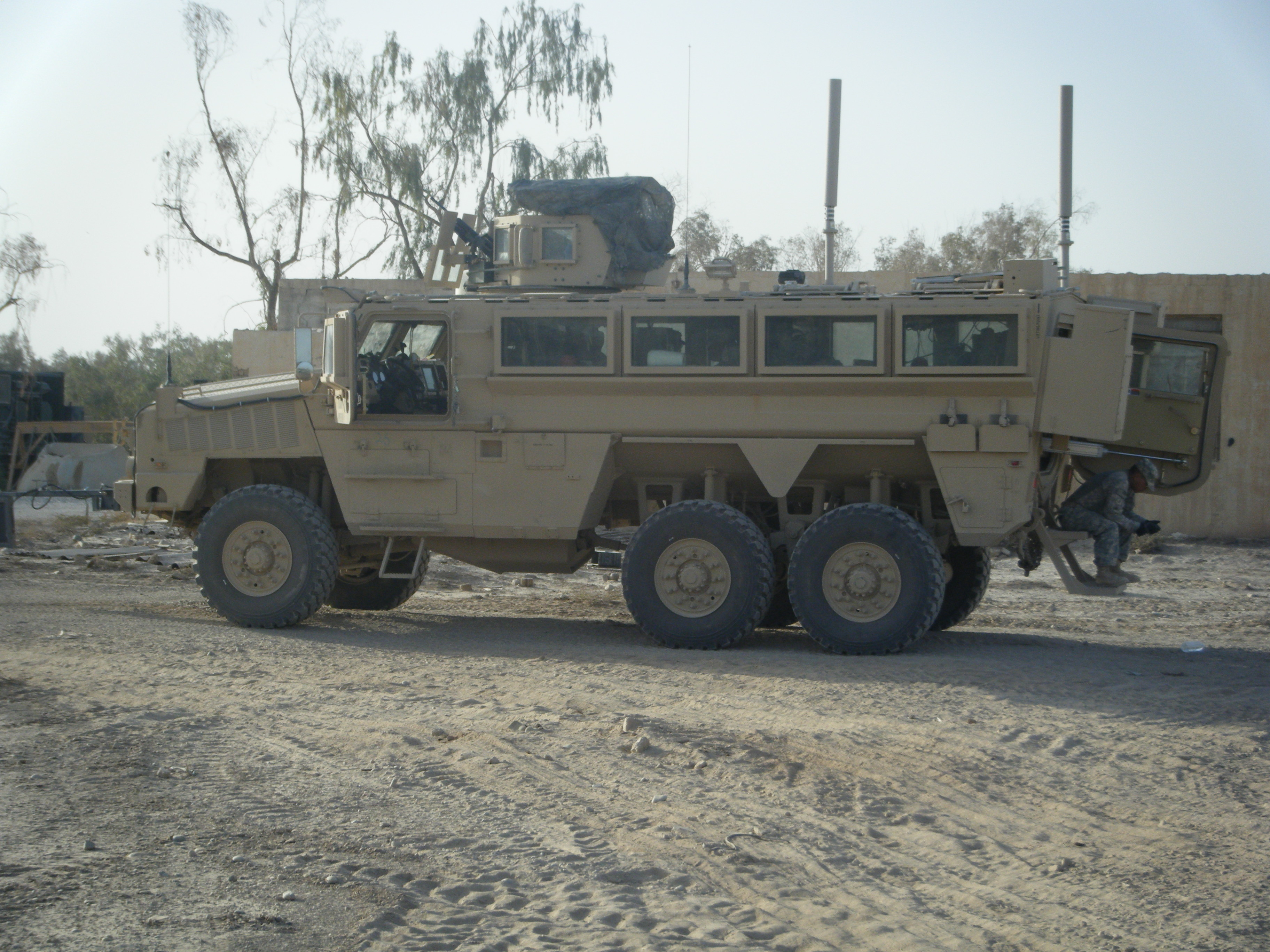
RG-33MRAP。兵員室下のV字底構造が見てとれる。

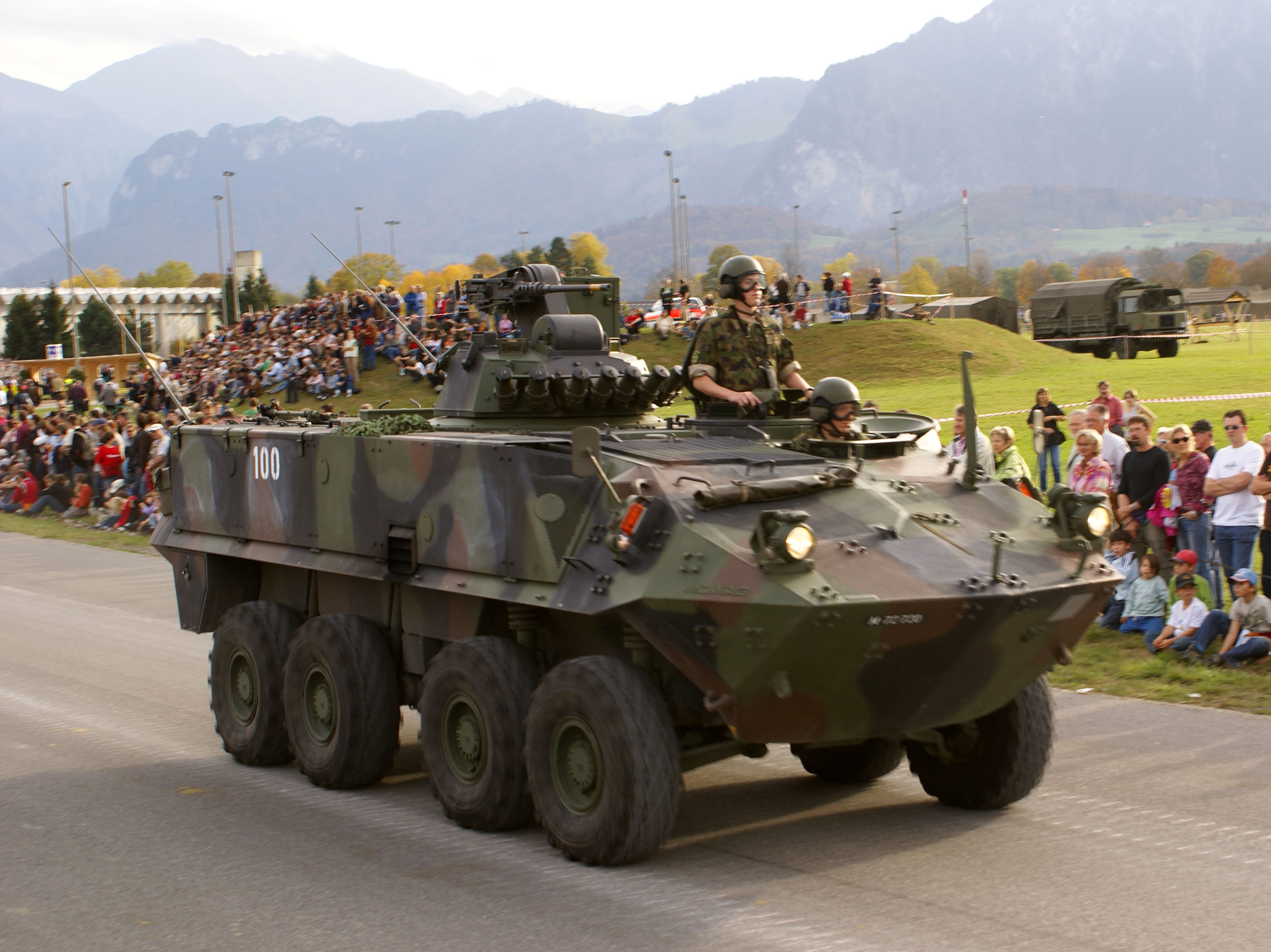
現代的な装輪装甲車のレイアウトを確立したピラーニャ

装甲
軽量化のために装甲厚は限られ、鋼製やアルミニウム合金製の比較的薄い装甲は小銃弾を防ぐ程度の防御性能しか持たないものが多い。戦車の要部装甲に採用されることの多い複合装甲は、未だ装輪装甲車に全面的に採用されたことはない。これは重量と厚みが増すことや価格が高いため、想定される被弾リスクや敵の脅威度なども考慮して決められたものと考えられる。
車内内壁にスポール・ライナー（spall liner）と呼ばれるアラミド繊維製やプラスチック材などの飛散防護布が貼り付けられているものが多い。

スラット装甲と呼ばれる金属製の柵が車体周囲に張り巡らされることがある。この仕組みは成形炸薬弾を持つ対戦車ミサイルなどに対して、中空装甲と同様に最適なスタンドオフ距離より手前で弾頭を起爆させることで成形された高速侵徹体が収束状態を解かれて威力を失ってから本来の装甲板に達するようにしている。戦車砲弾に良く使用される高速徹甲弾であるAPFSDS弾には無効である。
高速徹甲弾にも成形炸薬弾にも有効な爆発反応装甲（ERA）は、箱状、またはタイル状の金属製ブロックであり、あらかじめ工場で戦闘車両に取り付けられることもあれば、高脅威な地域で活動する場合に後付けで付けることも可能であり、装輪装甲車のように空輸性が重要な兵器では、軽装甲の戦闘車両を空輸して、後からERAのような追加装甲を加える柔軟性が有用である。ただし、ERAの爆発によって生じる破片と爆風が車両周囲の友軍歩兵や一般住民に付随被害を与える危険性があり、車両の装甲自体が薄ければERAの爆発に耐えられず、たとえ耐えられても軽い車体への衝撃は搭載装置の故障や乗員の負傷を招く。

対地雷防御

対戦車地雷に備えて車体底部を小舟のようにV字型にするものがある（V字型車体を参照）。装輪車両は1輪程度の破損でも走行が可能なものが多いが、底部での爆発ではたとえ底面を突き破られなくても、爆発の衝撃をうまく逃がさなければ車両が転覆する恐れがあるためである。
また、爆発時の衝撃によって車内の乗員が障害を受けないように、座席に衝撃吸収機能を持たせて、ヘッドレストを備えシートベルトに固定された乗員の安全を確保するように設計されているものがある。ただ、衝撃吸収式の座席は空間を占めるため、搭乗定員を減らしてしまう。

走行駆動系
4輪、6輪、または8輪の独立懸架式の全輪駆動を行うものが多い。4輪式では偵察車が多い。例外的に10輪式の機動砲型などもある。また、操向は前部2列4輪の操向操作で行われるものが多いが、例外的に後部2輪も操行できるものがあり、いずれもパワーステアリングである。また、装輪であるにも拘らず戦車のように左右片側の車輪の回転の差によって向きを変えるものがある。
大多数がディーゼルエンジンをオートマチック・トランスミッションで減速して、多数の駆動軸とディファレンシャルギアを経てタイヤを駆動するが、ディーゼル発電機を搭載して生み出した電気でバッテリーを充電しながらインホイール・モーターを駆動するハイブリッド・ディーゼル電気駆動を行うものもある。
タイヤは破損時でもかなりの距離まで走行できるランフラット・タイヤであり、タイヤ側面のカーカス、またはショルダーと呼ばれる部分を強化した「サイドウォール強化型タイヤ」と、タイヤ内にゴム製の円盤を入れておく「中子式ラジアル・タイヤ」がある。
多くの車両が、操縦席からスイッチ1つでタイヤ内の空気圧を調整できる装置を備えるため、空気圧を下げ接地面積を広げることで泥濘地でも比較的走行が可能となっている。
基本的には駆動系が車体底部を貫く構造であるため、車内空間を確保すれば装軌車両より車高が高くなる。車内容積が求められる運搬用途の車両が多いのもその傾向を助長し、さらに耐地雷装備として舟形底部や2重3重底を持てば、容易に転倒する車両になってしまう。

浮航能力
多くの装輪装甲車は1.5m程度の徒渉水深を持つが、軽量な車体のものは浮航能力を備える。フィンランド製パトリアAMVは車体後部左右端にあるシュラウドプロペラによって8-10km/hで航行できる。スイス製ピラーニャIIIも同様に10km/hで、オーストリアのパンデュールIIは2基のウォータージェットで10-11km/hで航行できる。

車内配置

車幅は2-3m、車体長は4-8m弱の大きさの中で設計すればほぼ同じような車内レイアウトになり、多くの装輪装甲車両では、エンジン部は車両前方の左右いずれか片側に位置し、その逆側となる操縦士席はその設計生産国の自動車の操縦士席の座席位置と同じであることが多い。車長や機関銃手が操縦士席の後ろに並列に位置するものが多く、その後部全体が兵員室などに当てられる。
車輪上の車体左右の空間にディーゼル燃料である軽油のタンクを持つものが多く、2重底となっている底部空間にも燃料タンクを備えるものがある。車体前方上面はスラントノーズの1枚平面で構成されるものが多い。車体側面はほぼ単純な平面で構成され、車両の装備が露出することは少ない。
標準装備かオプションで、車内のいずれかにエアコンと自動消火装置が備えられるようになっている。NBC防護を備えるにはエアコンは必須となる。車体上面後部に2個程度の簡易なハッチを持つものが多い。車体後部にドアが開口しており、大型ドアでは油圧やモーターによって床面位置のヒンジで倒れるように開口して、車外への降車搭乗時に大きなステップとなるものがあり、小さなドアでは横に開くものがある。
装輪車は自力での路上走行が多くなるので、装軌車両と異なりいずれの国でも車体左右にミラーが備わっている。

ネットワーク中心の戦いへの対応
射程が延びて命中率の高くなった誘導兵器が多用され敵味方が交錯する現代型の戦場では、戦域内の互いの位置を知らせあう情報ネットワークが必須となりつつある。また、友軍による誤射を防ぐだけでなく、敵の位置を味方の長射程なミサイル部隊や砲兵、または空軍に知らせて、ミサイルや砲弾、近接航空支援やJDAMのような誘導爆弾による攻撃を求めることも簡単になる。

アクティブ・プロテクション・システム
アクティブ・プロテクション・システム（APS; active protection system）は車両に向けて飛来する敵の弾を車体から離れた空中で撃墜する装置であり、21世紀初頭現在、ごく初期技術に基づくAPSの搭載が始まっている段階である。詳しくはアクティブ防護システムを参照のこと。

モジュール方式
従来の装輪装甲車はニーズに合わせ各目的に特化した車両が開発されてきたが、基本的に車台の設計に違いはないため、車台は共通とし各任務に必要となる機能をモジュール化し、必要に応じて交換することで通信指揮車、装甲トラック、装甲救急車、自走迫撃砲などとして使用できる『モジュール方式』が考案された。2016年現在はCM-32やボクサー装輪装甲車などが配備されている。
車体を覆う装甲についても、任務あるいは輸送機等の制限に応じ加減が効くよう、全面に増加装甲を装着したものが装輪・装軌を問わず一般化してきている。

## ギャラリー

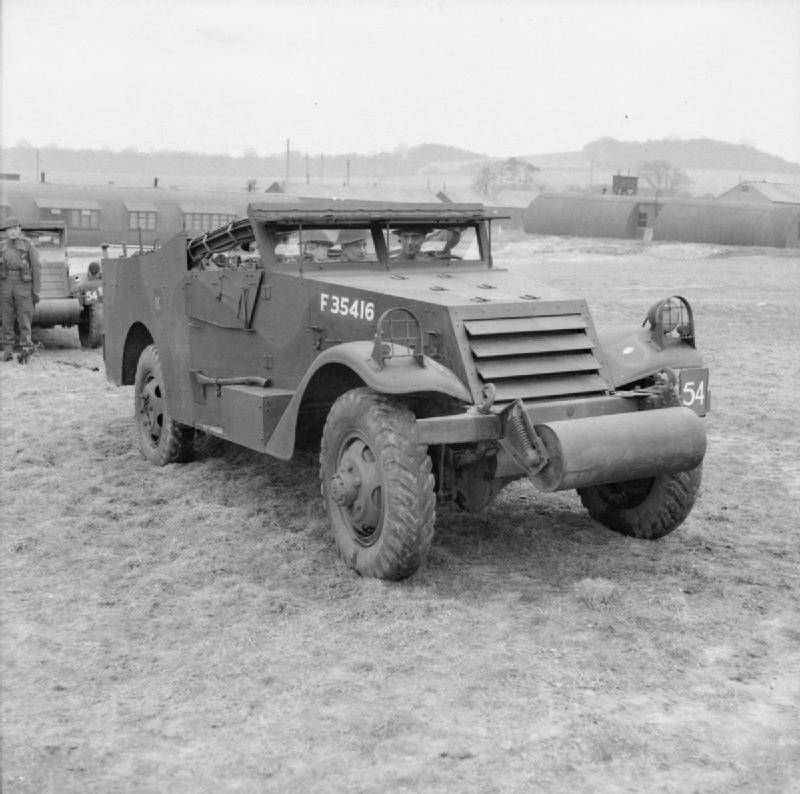
第二次世界大戦時のM3装甲車
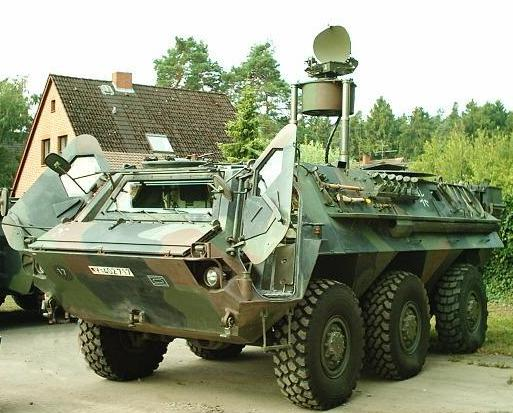
フクス装甲兵員輸送車
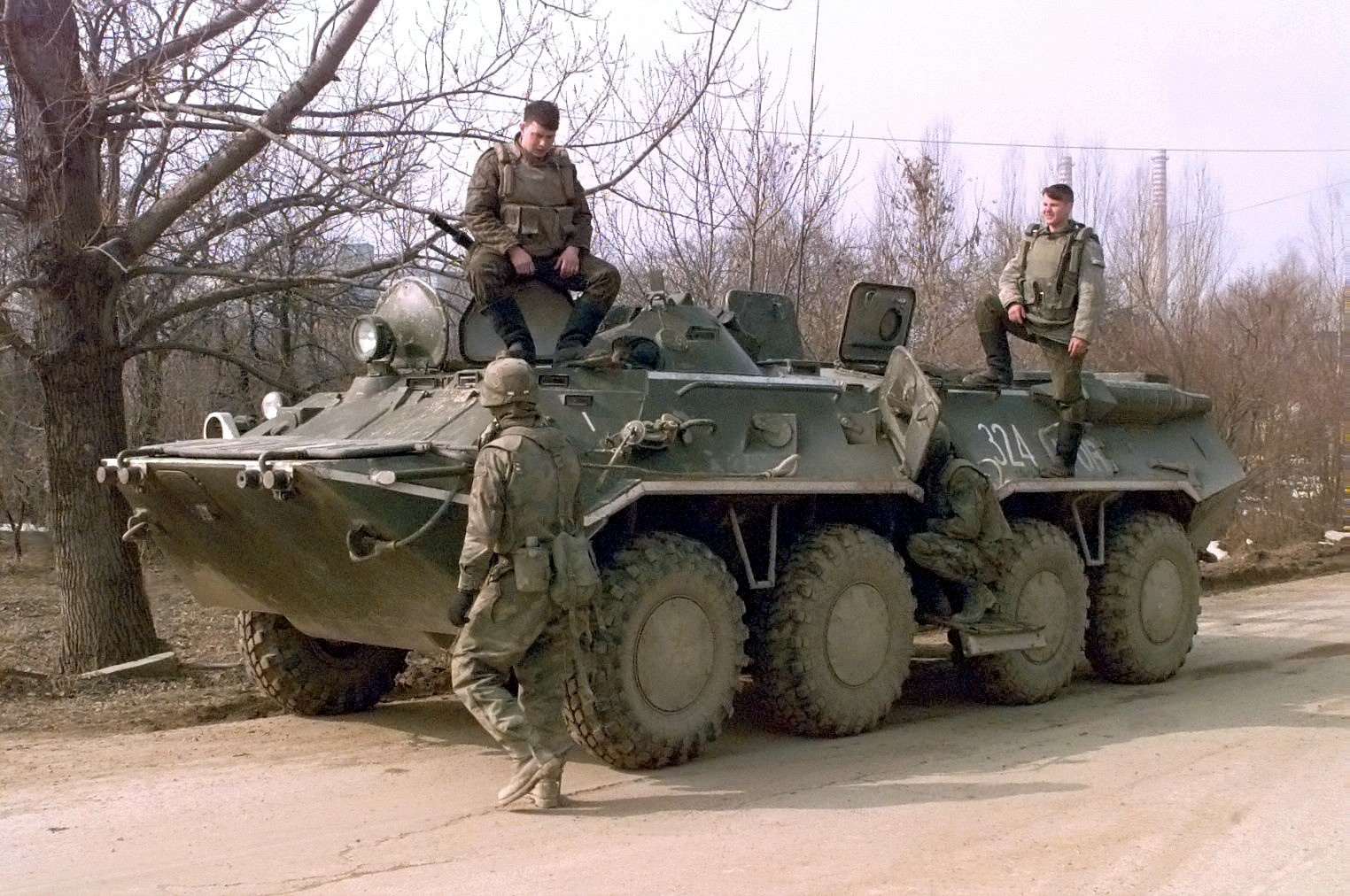
BTR-80装甲兵員輸送車
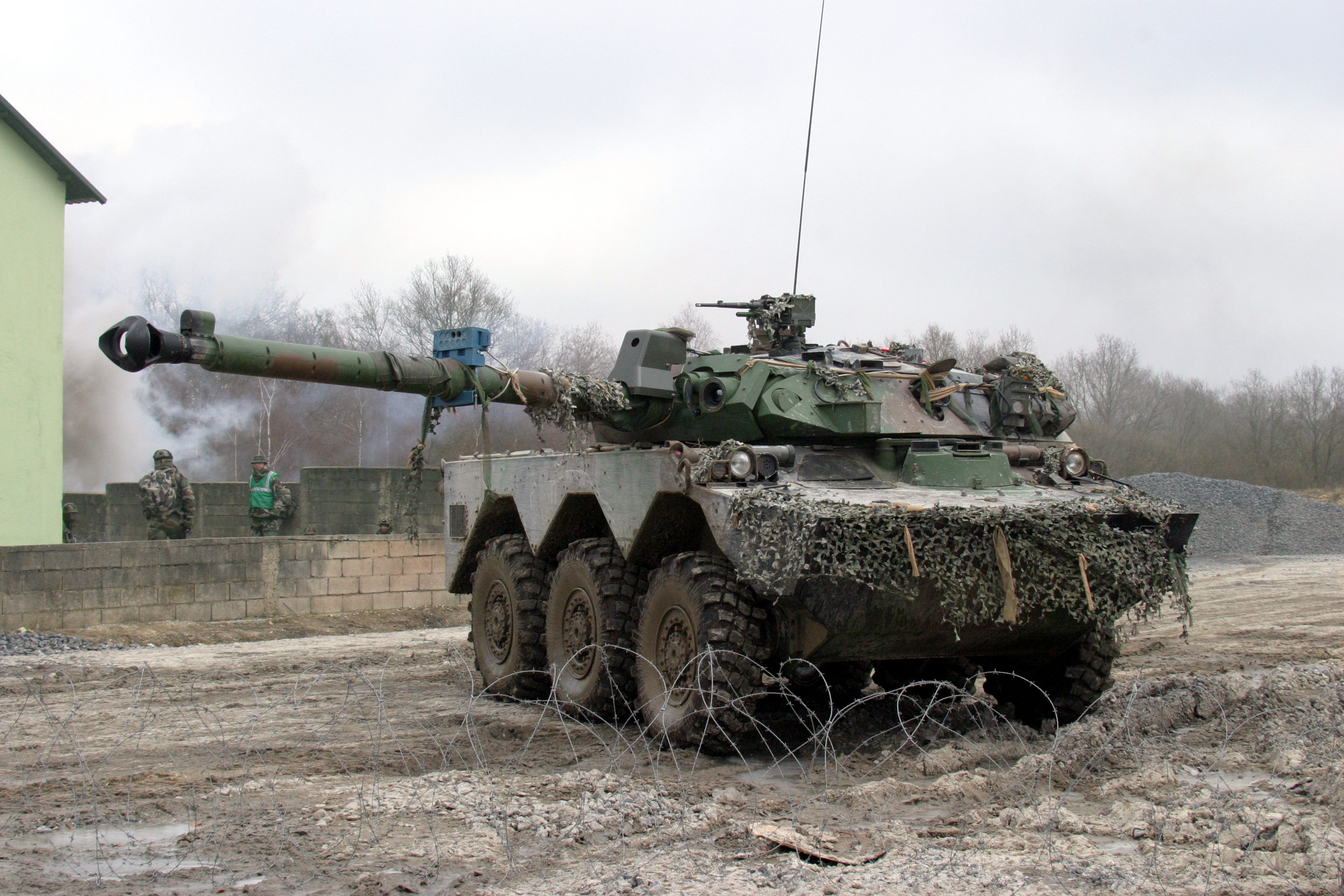
AMX-10RC
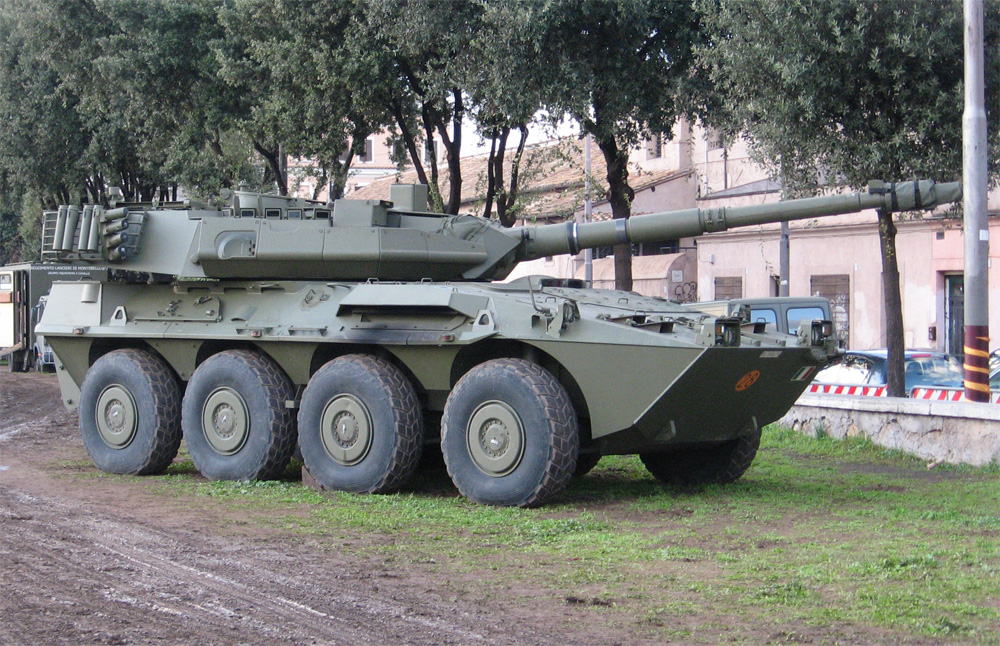
チェンタウロ戦闘偵察車
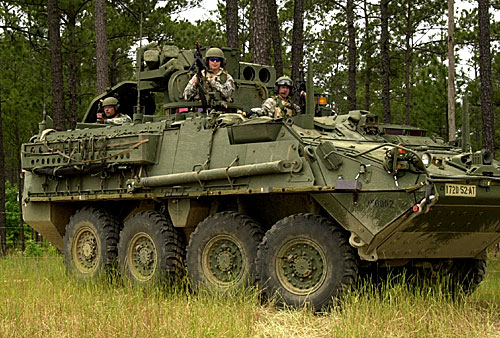
ストライカー装甲車
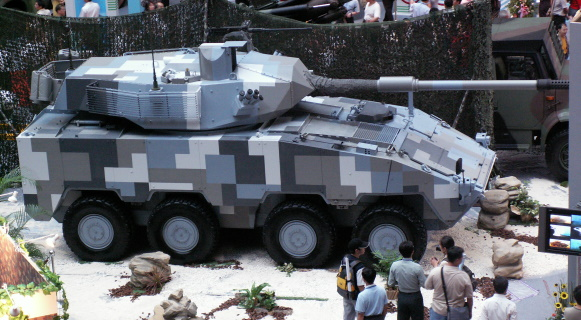
CM-32装甲歩兵戦闘車
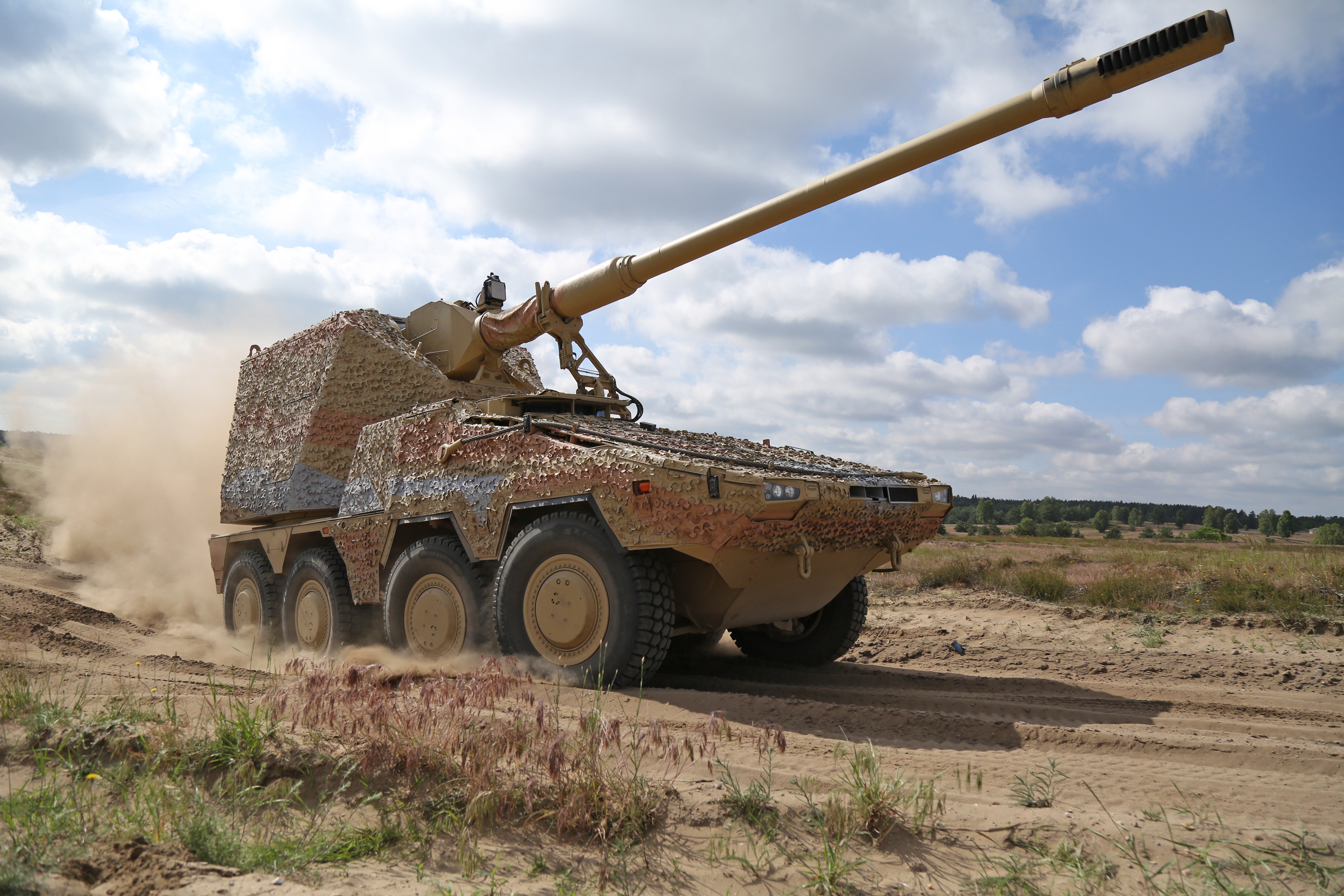
ボクサー、155mm榴弾砲搭載試作型（RCH 155）